# Дюммер (Мекленбург-Передня Померанія)
Дюммер (нім. Dümmer) — громада в Німеччині, розташована в землі Мекленбург-Передня Померанія. Входить до складу району Людвігслуст-Пархім. Складова частина об'єднання громад Штралендорф.
Площа — 31,35 км2. Населення становить 1523 ос. (станом на 31 грудня 2020).

## Галерея

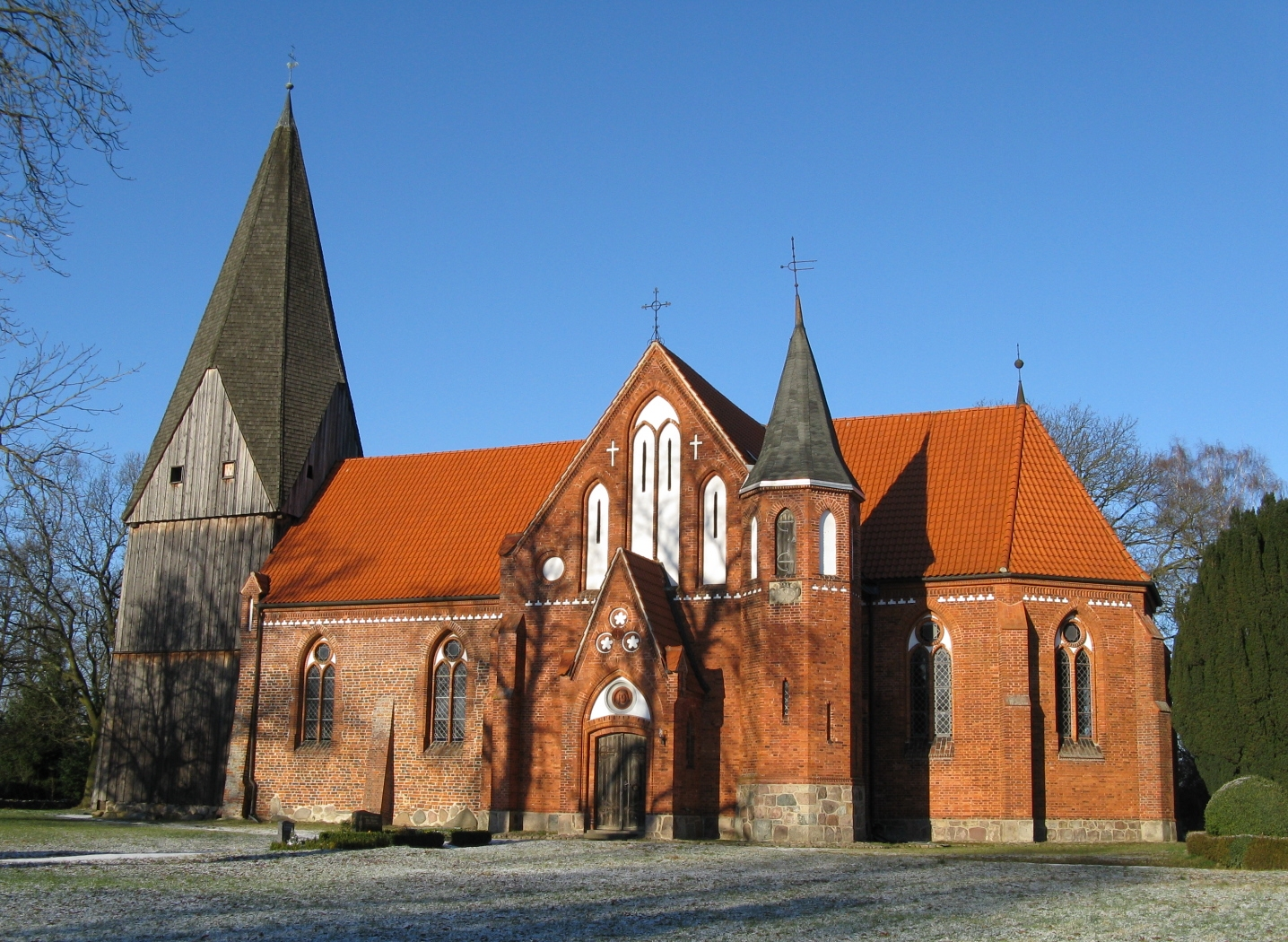